# Шкала Медведєва–Шпонхоєра–Карніка
12-бальна шкала інтенсивності землетрусів Медведєва–Шпонгоєра–Карніка (MSK-64) була опублікована в 1964 році радянським геофізиком Сергієм  Медведєвим, Вільгельмом Шпонгоєром (Wilhelm Sponheuer) з НДР та Вітом Карніком (Vít Kárník). Набула широкого поширення в Європі та СРСР. З 1996 року в країнах Європейського Союзу застосовується найсучасніша Європейська макросейсмічна шкала (EMS). MSK-64 лежить в основі СП 14.13330.2014 «Будівництво в сейсмічних районах» та продовжує використовуватись у Росії та країнах СНД. У Казахстані нині використовується СНіП РК 2.03-30-2006 «Будівництво у сейсмічних районах».
| бал. Сила землетрусу       | коротка характеристика |
| I. Не відчувається         | Не відчувається. Реєструється лише сейсмічними приладами. |
| ІІ. Дуже слабкі поштовхи   | Розпізнається сейсмічними приладами. Відчувається лише окремими людьми, які перебувають у стані повного спокою у верхніх поверхах будівель, і дуже чутливими домашніми тваринами. |
| ІІІ. Слабкий землетрус     | Відчувається лише всередині деяких будівель, як коливання від вантажівки. |
| IV. Інтенсивний            | Розпізнається завдяки легкому деренчанню та коливанню предметів, посуду та шибок, скрипу дверей та стін. Усередині будівлі коливання відчуває більшість людей. |
| V. Досить сильний          | Під відкритим небом відчувається багатьма, всередині будинків усіма. Загальне коливання будівлі, коливання меблів. Маятники годинників зупиняються. Тріщини у шибках і штукатурці. Пробудження сплячих. Відчувається людьми і поза будинками, гойдаються тонкі гілки дерев. Хлопають двері. |
| VI. Сильний землетрус      | Відчувається усіма. Багато хто з переляку вибігає надвір. Картини падають зі стін. Окремі шматки штукатурки відколюються. |
| VII. Дуже сильний          | Ушкодження (тріщини) у стінах кам'яних будинків. Антисейсмічні, а також дерев'яні та тинькові споруди залишаються неушкодженими. |
| VIII. Руйнівний            | Тріщини на крутих схилах та на сирому ґрунті. Пам'ятники зрушуються з місця або падають. Будинки сильно руйнуються. Падають фабричні труби. |
| IX. Спустошливий землетрус | Сильне пошкодження та руйнування кам'яних будинків. Старі дерев'яні будинки руйнуються. |
| X. Нищівний                | Тріщини у земній корі іноді до метра завширшки. Зсуви та обвали зі схилів. Руйнування кам'яних будівель. Викривлення залізничних колій. |
| XI. Катастрофа             | Широкі тріщини у поверхневих шарах землі. Численні зсуви та обвали. Кам'яні будинки майже повністю руйнуються. Сильне викривлення залізничних рейок, руйнуються мости. |
| XII. Сильна катастрофа     | Зміни у земній корі досягають величезних розмірів. Численні тріщини, обвали, зсуви. Виникнення водоспадів, підпруд на озерах, відхилення течії річок. Змінюється рельєф. Жодна споруда не витримує.                                                                                         |